# Télépopmusik
Télépopmusik är en fransk elektronisk musikgrupp med tre medlemmar. Deras första musikalbum var Genetic World och sen dess har många singlar, och ett album till släppts, Angel Milk som släpptes 2005. 
Télépopmusik består av musikerna Fabrice Dumont, Stephan Haeri och Christophe Hetier.

## Diskografi

### Albums
- Genetic World (2001)
- Angel Milk (2005)